# Shrink Wrap License
Shrink Wrap License und Schutzhüllenlizenz sind Überbegriffe für Lizenzbestimmungen, die man nach Vorstellung des Produzenten eines Produktes
automatisch mit dem Öffnen der Verpackung (engl. shrink wrap de. Schrumpffolie) akzeptiert – obwohl man den genauen Wortlaut erst nach dem Öffnen der Verpackung
lesen kann.
Dieses Verfahren wird hauptsächlich bei Software-Produkten angewendet, die Rechtsverbindlichkeit ist umstritten und wird stark unterschiedlich beurteilt. Ein sehr ähnliches Thema sind die sogenannten EULAs bei Softwareprodukten.